# هی فیلد، ویکتوریا
هی فیلد (به انگلیسی: Heyfield) یک شهرک در استرالیا است که در ویکتوریا (استرالیا) واقع شده‌است.